# Doudeauville (Pas de Calais)
Doudeauville és un municipi francès situat al departament del Pas de Calais i a la regió dels Alts de França. L'any 2007 tenia 470 habitants.

## Demografia

### Població
El 2007 la població de fet de Doudeauville era de 470 persones. Hi havia 164 famílies de les quals 28 eren unipersonals (28 dones vivint soles i 28 dones vivint soles), 52 parelles sense fills, 72 parelles amb fills i 12 famílies monoparentals amb fills.
La població ha evolucionat segons el següent gràfic:
Habitants censats

### Habitatges
El 2007 hi havia 209 habitatges, 168 eren l'habitatge principal de la família, 26 eren segones residències i 15 estaven desocupats. Tots els 207 habitatges eren cases. Dels 168 habitatges principals, 138 estaven ocupats pels seus propietaris, 28 estaven llogats i ocupats pels llogaters i 2 estaven cedits a títol gratuït; 12 tenien tres cambres, 48 en tenien quatre i 108 en tenien cinc o més. 133 habitatges disposaven pel capbaix d'una plaça de pàrquing. A 70 habitatges hi havia un automòbil i a 87 n'hi havia dos o més.

### Piràmide de població
La piràmide de població per edats i sexe el 2009 era:
| Homes | Edats   | Dones |
| ----- | ------- | ----- |
| 0     | 95 o +  | 0     |
| 0     | 90 a 94 | 4     |
| 0     | 85 a 89 | 0     |
| 4     | 80 a 84 | 4     |
| 8     | 75 a 79 | 8     |
| 4     | 70 a 74 | 20    |
| 8     | 65 a 69 | 12    |
| 4     | 60 a 64 | 4     |
| 0     | 55 a 59 | 12    |
| 20    | 50 a 54 | 12    |
| 20    | 45 a 49 | 20    |
| 16    | 40 a 44 | 12    |
| 20    | 35 a 39 | 12    |
| 12    | 30 a 34 | 8     |
| 16    | 25 a 29 | 24    |
| 16    | 20 a 24 | 16    |
| 16    | 15 a 19 | 16    |
| 20    | 10 a 14 | 16    |
| 4     | 5 a 9   | 16    |
| 28    | 0 a 4   | 8     |

## Economia
El 2007 la població en edat de treballar era de 287 persones, 216 eren actives i 71 eren inactives. De les 216 persones actives 202 estaven ocupades (114 homes i 88 dones) i 14 estaven aturades (5 homes i 9 dones). De les 71 persones inactives 21 estaven jubilades, 22 estaven estudiant i 28 estaven classificades com a «altres inactius».

### Ingressos
El 2009 a Doudeauville hi havia 175 unitats fiscals que integraven 474 persones, la mediana anual d'ingressos fiscals per persona era de 16.606 €.

### Activitats econòmiques
Dels 10 establiments que hi havia el 2007, 1 era d'una empresa de fabricació d'altres productes industrials, 2 d'empreses de construcció, 1 d'una empresa d'informació i comunicació, 1 d'una empresa financera, 3 d'empreses de serveis i 2 d'empreses classificades com a «altres activitats de serveis».
Dels 4 establiments de servei als particulars que hi havia el 2009, 1 era un taller de reparació d'automòbils i de material agrícola, 1 fusteria i 2 perruqueries.
L'any 2000 a Doudeauville hi havia 27 explotacions agrícoles que ocupaven un total de 1.173 hectàrees.

## Equipaments sanitaris i escolars
El 2009 hi havia una escola maternal integrada dins d'un grup escolar amb les comunes properes formant una escola dispersa.

## Poblacions més properes
El següent diagrama mostra les poblacions més properes.